# 拉吉盖墓地
拉吉盖墓地，位于中国青海省化隆县甘都镇朱乎隆村，为青海省市县级文物保护单位，公布日期为1986年12月8日，类型为古墓葬。
拉吉盖墓地的历史年代为青铜时代。